# Noureddine Kaddour
Pour les articles homonymes, voir Kaddour.
Noureddine Kaddour (en arabe : نورالدين قدور) est un footballeur algérien né le 2 février 1988 à Alger. Il évolue au poste de défenseur central au RC Kouba.

## Biographie
Il évolue en première division algérienne avec les clubs du MC Alger, où il remporte la coupe d'Algérie en 2007, et du RC Kouba. Il dispute 33 matchs en Ligue 1.

## Palmarès
MC Alger
- Coupe d'Algérie (1) :
  - Vainqueur : 2006-07.

- Supercoupe d'Algérie (1) :
  - Vainqueur : 2007.